# Apple S2
Az 
Apple S2 az Apple Watch Series 2 beépített számítógépe, az Apple Inc. által tervezett egytokos rendszer (SiP). 2016. szeptember 7-én mutatták be, nagyon kevés információval a beépített elemek specifikációiról. Az Apple állítása szerint a két mag 50%-kal nagyobb teljesítményt nyújt, a GPU teljesítménye pedig kétszer annyit, mint elődje, az Apple S1 megfelelő egységei.
Az Apple Watch Series 1-ben szállított S1P SiP az S2 egyszerűsített változata, mivel hiányzik belőle a GPS-funkció, egyébként azonos.

## System-in-Package kialakítás
Egy testre szabott alkalmazásprocesszort használ, ami az 512 MiB memóriával, 8 GiB tárolóval és a vezeték nélküli kapcsolódási lehetőségeket, GPS-t, érzékelőket és bemenet/kimenetet támogató processzorokkal együtt egy teljes számítógépet alkot, egyetlen csomagban. Ez a tokozás/csomag a mechanikai szilárdság érdekében gyantával van kitöltve.

### Komponensek
Az eszköz olyan különálló komponenseket integrál, mint a Wi-Fi, Bluetooth, GPS, NFC, érintésvezérlő, gyorsulásmérők, barometrikus érzékelő (magasságmérő) és RAM-ot. Összesen 42 egyedi szilíciumlapka van beépítve egyetlen S2 egységbe.

## Képek

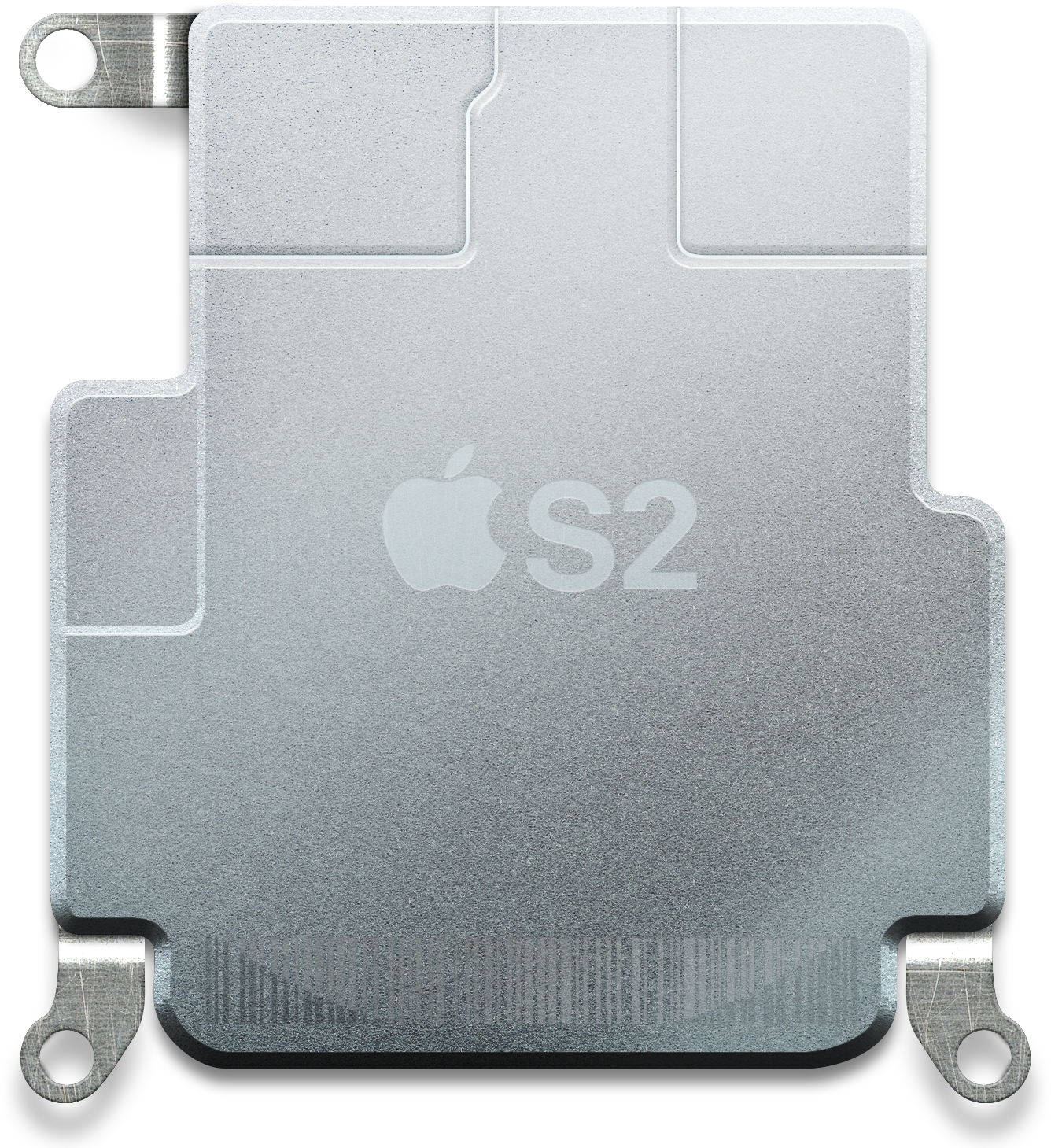
A tokozott S2 csomag, illusztráció
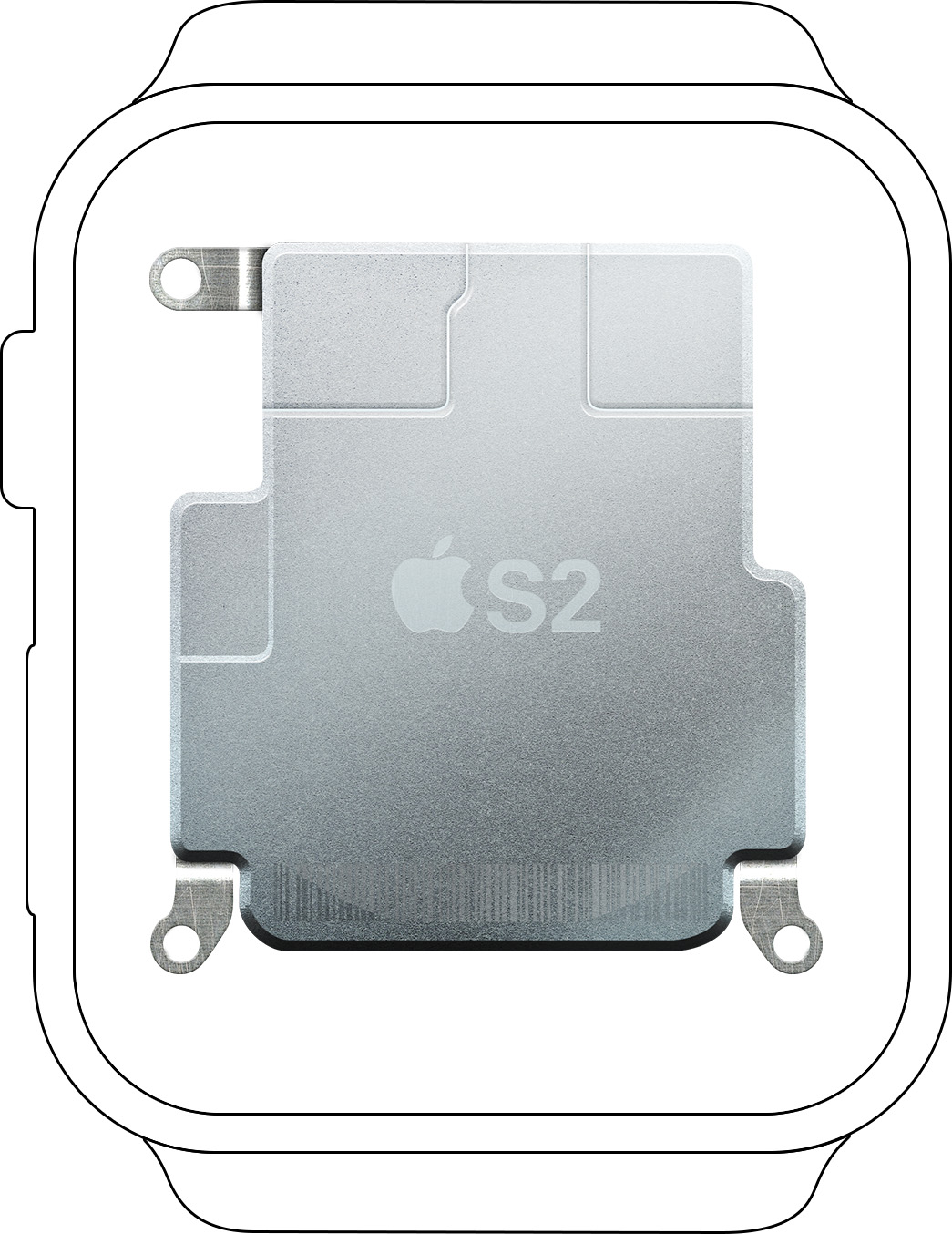
S2 az Apple Watch Series 2 házában

## Fordítás
Ez a szócikk részben vagy egészben  az   Apple S2 című angol Wikipédia-szócikk ezen változatának fordításán alapul.  Az eredeti cikk szerkesztőit annak laptörténete sorolja fel. Ez a jelzés csupán a megfogalmazás eredetét és a szerzői jogokat jelzi, nem szolgál a cikkben szereplő információk forrásmegjelöléseként.